# Contest (film)
Contest è un film del 2013 diretto da Anthony Joseph Giunta.

## Trama
Lo studente liceale Tommy, vittima di bullismo, stringe improvvisamente amicizia con Matt, il suo aguzzino nonché il più popolare degli studenti della scuola. Nonostante la diffidenza iniziale, Tommy è costretto ad accettare l'amicizia scomoda per poter così partecipare ad un concorso di cucina nella speranza di vincere il premio in denaro e salvare l'attività della nonna.